# 大阪市立北粉浜小学校
大阪市立北粉浜小学校（おおさかしりつ きたこはま しょうがっこう）は、大阪府大阪市住之江区にある公立小学校。
地域の児童数の増加により、1957年に大阪市立粉浜小学校の分校が現在地に設置されたことに始まる。その後1965年に独立開校した。

## 沿革
- 1957年7月8日 - 大阪市立粉浜小学校の分校として設立。学年分校として5年生を収容。
- 1961年4月1日 - 地域分校となる。
- 1965年4月1日 - 大阪市立北粉浜小学校として分離開校。
- 1965年9月30日 - 校旗・校歌制定。
- 1965年10月1日 - 開校式。この日を創立記念日とする。
- 1985年3月22日 - 校地拡張。隣接地（関西電力社宅跡）を校地に加える。

## 通学区域
- 大阪市住之江区 粉浜1丁目、粉浜西1丁目、粉浜西2丁目（一部）。

卒業生は基本的に大阪市立住吉第一中学校に進学する。

## 交通
- Osaka Metro四つ橋線 玉出駅 3号出口すぐ。エレベーターあり。（玉出交差点南東角）
- 南海本線 粉浜駅 北へ約600m、または岸里玉出駅 南へ約600m。
- 阪堺電気軌道阪堺線 塚西停留場 西へ約350m。